# さいたま市立上落合小学校
さいたま市立上落合小学校（さいたましりつ かみおちあいしょうがっこう）は、埼玉県さいたま市中央区にある公立小学校。

## 沿革
- 1926年（大正15年）12月 - 現上落合小学校北側300坪に1教室の上落合分教場として開校。
- 1943年（昭和18年）4月 - 与野第二国民学校として独立。
- 1947年（昭和22年）4月 - 北足立郡与野町立第二小学校と校名を改称。
- 1954年（昭和29年）9月 - 与野町立上落合小学校と改称。
- 1958年（昭和33年）4月 - 市制施行により与野市立上落合小学校と改称。
- 2001年（平成13年）5月1日 - さいたま市誕生により、さいたま市立上落合小学校に改称。
- 不明 - 校歌制定（作詞：下山つとむ、作曲：下総皖一）

## アクセス
- JR埼京線北与野駅から徒歩7分。

## 著名な出身者
- 川口一晃（金融ジャーナリスト）